# Ганс-Едуард фон Гемскерк
Ганс-Едуард Еміль Юліус Густав фон Гемскерк (нім. Hans-Eduard Emil Julius Gustav von Heemskerck; 28 серпня 1880, Бремергафен — 28 серпня 1942, Берлін) — німецький офіцер і військовий чиновник, міністерський диригент люфтваффе.

## Біографія
20 березня 1899 року вступив до Прусської армії як офіцер роти 80-го фузилерного полку. З 25 липня 1904 року навчався в кадетському училищі Потсдама, з 1 квітня 1907 року — Берліна-Ліхтерфельде. З 19 вересня 1907 року — гувернер принців Генріха XVIII і Генріха XLII Ройсс-Кестріцьких. З 1 квітня 1909 року — офіцер роти 4-го пішого гвардійського полку. Пройшов підготовку пілота. З 22 квітня 1914 року служив у штабі свого полку.
З 1 серпня 1914 року — офіцер для особливих доручень в 11-му льотному дивізіоні. З 1915 року — командир 42-го, з грудня 1915 року — 5-го льотного дивізіону, з січня 1916 року — 300-го польового льотного дивізіону «Паша», з жовтня 1916 року — ескадрильї в Німеччині. В січні-липні 1917 року пройшов курс офіцера Генштабу. З липня 1917 року — командир авіації армійської групи «F» в Палестині. З березня 1918 року — офіцер Генштабу в штабі 3-ї ландверної дивізії. У 1919 році звільнений у відставку.
1 березня 1936 року вступив у люфтваффе і був призначений в Імперське міністерство авіації.З 1 травня 1936 року — начальник відділу штабу сировини та імпорту, одночасно служив в Управлінні німецької сировини та готових матеріалів ІМА. Загинув внаслідок бомбардування.

## Звання
- Фенріх запасу (20 березня 1899)
- Фенріх (16 листопада 1899)
- Лейтенант (18 серпня 1900)
- Оберлейтенант (27 січня 1910)
- Гауптман (22 квітня 1914)
- Майор запасу (9 квітня 1920)
- Міністерський диригент (1 серпня 1937)

## Нагороди
- Орден Грифона, лицарський хрест (1908)
- Почесний хрест (Ройсс)
  - 3-го класу (1914)
  - 2-го класу з мечами і короною
- Залізний хрест 2-го і 1-го класу
- Нагрудний знак пілота-спостерігача (Пруссія)
- Орден Альберта (Саксонія), лицарський хрест 1-го класу з мечами (26 травня 1915)
- Королівський орден дому Гогенцоллернів, лицарський хрест з мечами (3 жовтня 1916)
- Хрест «За військові заслуги» (Мекленбург-Шверін) 2-го класу
- Хрест «За військові заслуги» (Австро-Угорщина) 3-го класу з військовою відзнакою
- Срібна медаль «Ліякат» з шаблями (Османська імперія)
- Срібна медаль «Імтіяз» з шаблями (Османська імперія)
- Галліполійська зірка (Османська імперія)
- Нагрудний знак пілота (Османська імперія)
- Нагрудний знак «За поранення» в чорному
- Пам'ятний знак пілота (Пруссія)
- Пам'ятна військова медаль (Австрія) з мечами (1932)
- Почесний хрест ветерана війни з мечами (1934)
- Медаль «За вислугу років у Вермахті» 4-го, 3-го і 2-го класу (18 років; 2 жовтня 1936) — отримав 3 нагороди одночасно.
- Орден Корони Італії, лицарський хрест
- Медаль «У пам'ять 13 березня 1938 року»
- Медаль «У пам'ять 1 жовтня 1938 року»
- Хрест Воєнних заслуг 2-го класу з мечами